# Ismaïl Sassi
Ismaïl Sassi (* 24. Dezember 1991) ist ein französisch-tunesischer Fußballspieler.

## Karriere
Ismaïl Sassi erlernte das Fußballspielen in der Jugend des UA Cognac im französischen Cognac. Seinen ersten Vertrag unterschrieb er im Juli 2011 beim unterklassigen FC Mantois 78 in Mantes-la-Ville. Hier stand er bis Juni 2013 unter Vertrag. Nach kurzer Vereinslosigkeit nahm ihn der US Raon aus Raon-l’Étape unter Vertrag. Im August 2014 zog es ihn nach Zypern, wo er einen Vertrag beim Erstligisten Othellos Athienou unterschrieb. Nach einer Spielzeit kehrte er im August 2018 zu seinem ehemaligen Verein FC Mantois 78 zurück. Im Juli 2016 ging er wieder nach Zypern. Hier nahm ihn der Erstligist AEZ Zakakiou unter Vertrag. Nach 16 Erstligaspielen, in denen er fünf Treffer erzielte, wechselte er zum ebenfalls in der ersten Liga spielenden AEL Limassol. Für den Verein aus Limassol bestritt er 45 Ligaspiele. Der OFI Kreta, ein griechischer Erstligist aus Iraklio nahm ihn im Juli 2018 unter Vertrag. Hier stand er eine Spielzeit unter Vertrag und bestritt 15 Ligaspiele. Der Ligakonkurrent PAS Lamia aus Lamia verpflichtete ihn Anfang September 2019. Im August 2020 ging er ein drittes Mal nach Zypern. Hier spielte er bis Juni 2023 für Karmiotissa FC, Doxa Katokopia und Achyronas-Onisilos FC. Im Juli 2023 verpflichtete ihn der tunesische Erstligist AS Marsa. Für den Verein aus La Marsa bestritt er zwei Ligaspiele. Nach zwei Monaten wurde sein Vertrag bei dem Erstligisten wieder aufgelöst. Bis Ende Januar 2024 war Sassi vertrags- und vereinslos. Ende Januar 2024 nahm ihn der singapurische Erstligist Balestier Khalsa unter Vertrag. In 18 Ligaspielen schoss er 13 Tore. Über die Station al-Jazeera FC aus Kuwait zog es ihn im Juli 2025 nach Thailand. Hier unterschrieb er in der Hauptstadt Bangkok einen Vertrag beim Zweitligisten Kasetsart FC.

## Sonstiges
Sein älterer Bruder Mohamed Omar Sassi (* 1987) ist ebenfalls Fußballspieler.